# Brad Cohen
Brad Cohen (* 18. Dezember 1973) ist ein US-amerikanischer Motivationstrainer, Lehrer, Schulverwalter und Autor, der seit seiner Kindheit am Tourette-Syndrom leidet.

## Leben
Cohen erwarb einen Bachelor of Arts in Elementary Education an der Bradley University und einen Master in Early Childhood Education an der Georgia State University.
Er schrieb zusammen mit Lisa Wysocky das Buch Front of the Class: How Tourette Syndrome Made Me the Teacher I Never Had, in dem er seine Lebensgeschichte erzählt. Dieses Buch wurde im Jahr 2008 unter dem Titel Front of the Class verfilmt. In Deutschland lief er am 11. April 2011 das erste Mal unter dem Titel Tics – Meine lästigen Begleiter auf ProSieben.
Obwohl die Tics bei vom Tourette-Syndrom Betroffenen im Alter normalerweise immer seltener vorkommen, gibt Cohen heute noch Bellen von sich.